# Coenotephria nebulata
Coenotephria nebulata är en fjärilsart som beskrevs av Treitschke 1828. Coenotephria nebulata ingår i släktet Coenotephria och familjen mätare. Inga underarter finns listade i Catalogue of Life.